# 黄瀬平治
黄瀬 平治（きのせ へいじ、寛政9年（1797年） - 天保14年（1843年））は、江戸時代後期の一揆指導者。

## 経歴・人物
近江国甲賀郡杣中村（現：滋賀県甲賀市水口町）の農民。
天保13年（1842年）の近江天保一揆を、弟の平兵衛と共に指導した。のち平兵衛と共に捕らえられ、大津の獄に入る。平兵衛は大津にて獄死し、のち平治は江戸小伝馬町に送られ獄死した。